# Maud Wagnerová
Maud Wagnerová, rozená Stevensová (nepřechýleně Wagner; 12. února 1877 Emporia – 30. ledna 1961 Lawton) byla americká cirkusová performerka, akrobatka a tatérka. Se svým manželem Gusem Wagnerem byli průkopníky tradičního tetování ve Spojených státech. Maud je dodnes považována za první ženskou tatérku v USA.

## Život

### Život a kariéra

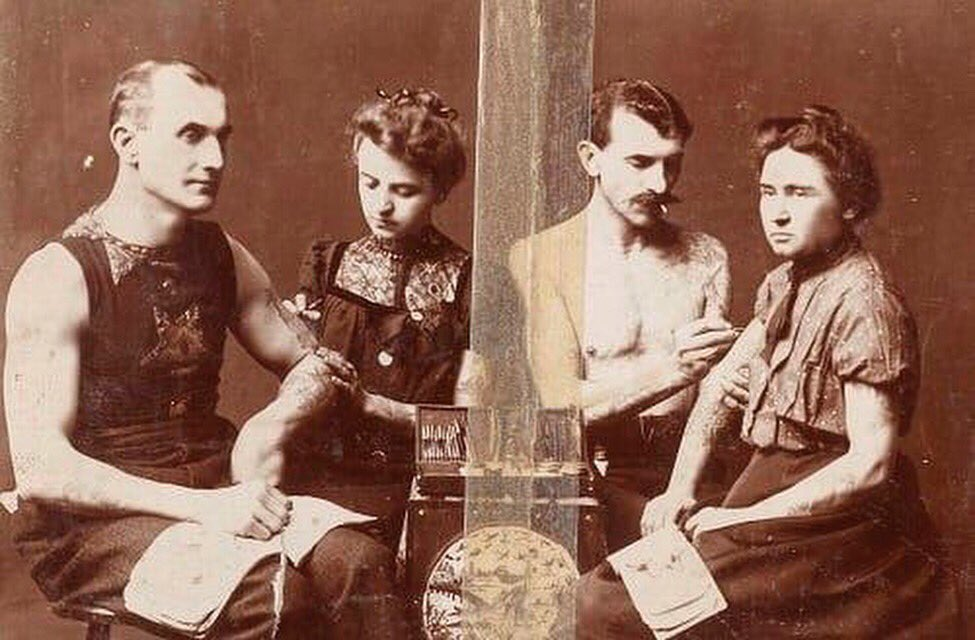
Maud s Gusem, v roce 1910

Narodila ve městě Emporia, v okrese Lyon County v Kansasu Davidu Van Bran Stevensovi a Sarah Jane McGee. V počátcích své kariéry se živila jako hadí žena a akrobatka v cirkusech, na karnevalech i na světových přehlídkách.
V rámci vystupování se během výstavy Louisiana Purchase Exhibition v roce 1904 v St. Louis seznámila s Gusem Wagnerem, přezdívaným „Tattooed Globe Trotter”. Říká se, že Maud souhlasila se schůzkou pouze pod podmínkou, že jí Gus naučí tetovat, což posléze splnil. Naučil Maud tetovat na ostatní, ale také na samu sebe. Dne 3. října 1904 se za Guse provdala a postupně se od něj nechala potetovat po celém těle, stejně jako on. Gus na její kůži vyzobrazil mj. motivy divoké zvěře, amerického vlastenectví, motýlů, stromů, květů či nahých žen. Ve své technice se Maud zlepšovala, později se pustila i do vymýšlení vlastních návrhů. Jako potetovaný i tetující pár se stali ve své době manželé Wagnerovi velmi populárními, hlavně díky užívání původní techniky „hokey pokey”, kterou se Gus naučil na jeho cestách po Indonésii, která byla v té době zastíněna nově vynalezeným tetovacím strojkem od Samuela O'Reilliho, kterého inspirovalo Edisonovo elektrické pero. Maud se tak údajně stala první ženskou tatérkou v USA.
Po dlouhé společné kariéře u cirkusu se Maud s Gusem vydali na cesty napříč Amerikou, kde vystupovali a tetovali na menších poutích nebo zábavných parcích. Manželé Wagnerovi byli prý první tatéři, kteří dostali tetování z pobřežních měst (kde toto umění začalo) do vnitrozemí, což pomohlo s integrací tetování v kultuře.
Mnoho fotek a suvenýrů obsáhl Gus ve svém deníku s názvem Souvenirs of the Travels and Experiences of the Original Gus Wagner, Globe Trotter & Tattoo Artist, jehož velkou součástí jsou právě fotky Maud.

### Úmrtí
Po smrti manžela se Maud přistěhovala k Lovettě do Lawtonu, kde žila posledních dvanáct let svého života. Zemřela ve svých 83 letech, je pochována v Homestead Cemetery v Chase County v Kansasu.

### Rodinný život
Z manželství se narodily dvě dcery, dcera Lovetta (1910–1993) a Sarah J. Wagner (1908–1908). Lovetta se od svých rodičů údajně naučila tetovat již v devíti letech. V dospělosti se živila tetováním, sama ale žádné neměla, chtěla být totiž tetována pouze rukou otce, k čemuž nikdy nedošlo. Posledním člověkem, který byl od Lovetty tetován, je tatér a sběratel umění Don Ed Hardy, kterému je dnes 77 let. Gus zemřel o dvacet let dříve než Maud na zdravotní komplikace poté, co byl v roce 1941 zasažen bleskem. Pohřbeni jsou společně na Homestead Cemetery v Kansasu.